# Blood & Honour
Blood & Honour er en militant, nynazistisk organisation, der officielt havde en dansk afdeling fra 1997 til 2005. Organisationen udgiver musik og afholder koncerter med det formål at rekruttere unge til højrefløjen.
Gruppen havde i mange år været aktiv i Danmark blandt med at arrangere koncerter, men i januar 2006 blev gruppen erklæret nedlagt bl.a. i en pressemeddelelse offentliggjort på Dansk Fronts hjemmeside.[kilde mangler] Ifølge en repræsentant for Blood & Honour, var gruppens sidste aktivitet i Danmark en koncert på Djursland 2. april.[kilde mangler]
I 2007 blev Blood & Honour endnu engang stiftet. Første gang de viste sig var ved Salem i 2007 den 8. december i Sverige.[kilde mangler]